# Битва під Майпу
Битва при Майпу (ісп. Batalla de Maipú) — остання велика битва у війні за незалежність Чилі, що відбулась 5 квітня 1818 року. Чилійці на чолі з Хосе де Сан-Мартіном та Бернардо O'Хіггінсом перемогли іспанських роялістів.

## Історія
Перейшовши Анди у 1817 році, армія Хосе де Сан-Мартіна та Бернардо O'Хіггінса розбила іспанців у битві при Чакабуко й у битві під Талькауано.
Невдовзі чилійці зайняли Сантьяго. Іспанський віце-король відрядив нову армію під керівництвом генерала Маріано Осоріо, яка завдала чилійцям поразки у битві при Канча-Раяді. В результаті процес набуття незалежності затягнувся. Після поразки чилійці почали збирати нову армію й готуватись до подальшої боротьби.
У квітні 1818 року армія Сан-Мартіна вирушила з Сантьяго у напрямку Анд. Подолавши гори на висотах до 4000 метрів, у скелястих місцях армія наблизилась до іспанських сил на чолі з генералом Осоріо. Іспанська кавалерія опинилась у несприятливому для ведення бою місці. Сан-Мартін розділив своє військо на дві частини, оточивши іспанців. За 6 годин битви, завдяки використанню сучасної зброї й тактичної переваги у розташуванні армії, чилійці здобули перемогу над іспанською армією.
| Прапор Чилі | Це незавершена стаття з історії Чилі. Ви можете допомогти проєкту, виправивши або дописавши її. |

| Прапор Аргентини | Це незавершена стаття про Аргентину. Ви можете допомогти проєкту, виправивши або дописавши її. |